# José Maria de Pinheiro
 José Maria de Pinheiro  (Ilha Terceira, Açores, Portugal, 15 de Agosto de 1862 -?) foi um jornalista português e funcionário da Secretaria do Governo Civil do Distrito de Angra do Heroísmo.
Foi amanuense e oficial da secretaria da Junta Geral de do Distrito de Angra do Heroísmo. Colaborou em vários jornais de Angra do Heroísmo.